# Gösta von Stedingk
Gustaf (Gösta) Magnus von Stedingk, född den 28 juni 1897 på Hammarskog, Dalby församling, Uppsala län, död den 22 augusti 1987 i Stockholm, var en svensk friherre och militär. Han var son till Måns von Stedingk, måg till Adolf Murray och svärfar till Reinhold Geijer.
von Stedingk avlade studentexamen i Uppsala 1915, blev fänrik vid Svea livgarde 1917, löjtnant där 1921, kapten 1932, regementsstabschef vid Svea livgarde 1937, major i Svea livgarde 1939, på arméstaben 1940, överstelöjtnant vid Älvsborgs regemente 1942 samt överste och sekundchef vid Svea livgarde 1945. Han var kommendant vid Stockholms garnison och försvarsområdesbefälhavare i Stockholms försvarsområde 1950–1957. von Stedingk deltog som kompani- och bataljonschef i finska frihetskriget 1918, genomgick Krigshögskolan 1924–1926, var militärattachéadjutant i Berlin och Moskva 1926–1928, tjänstgjorde i generalstaben 1928–1929 och 1932–1933, var militärattaché i Moskva 1933–1936 och i Helsingfors 1940–1942 samt chef för Stockholms scoutkår 1939–1940. Han var ordförande i Stockholms civilförsvarsförening 1957–1966. von Stedingk översatte rysk militärlitteratur och författade militära artiklar i tidskrifter. Han använde signaturen Barjets. von Stedingk blev riddare av Vasaorden 1937 och av Svärdsorden 1938, kommendör av andra klassen av sistnämnda orden 1949 och kommendör av första klassen 1952. Han vilar på Norra begravningsplatsen utanför Stockholm.